# نرم‌خبر
در فرهنگ روزنامه‌نگاری و ارتباطات، نرم‌خبر (به انگلیسی: Soft News) یکی از سبک‌های خبرنویسی است. نرم‌خبر، ماهیتی گزارش‌گونه دارد، و عمدتاً برای پوشش موضوعات مورد علاقهٔ انسانی در حوزهٔ عمومی به کار می‌رود. تمرکز نرم‌خبر، بیشتر بر روی سرگرمی یا آموزش است، و می‌تواند زبانی غیررسمی داشته باشد.
برخی از نرم‌خبرها با رویدادهای جاری ارتباط دارند، اما این رویدادها آنی و مقطعی نیستند، و استمرار دارند (مثال: تغییر دیدگاه سیاسی در یک حزب بزرگ، پیدایش یک سبک موسیقی جدید و امثالهم). نرم‌خبر به خواننده نگاهی تحلیلی، منتقدانه، و پرسشگر می‌دهد، و در حیقیت، او را به تعقیب رویداد ترغیب می‌کند.

## ساختار دایره‌ای نرم‌خبر
نرم‌خبر ساختاری دایره‌ای دارد؛ یعنی خبر به جایی ختم می‌شود که لید آنرا آغاز کرده است. در این سبک خبری، برخلاف سبک هرم وارونه، از ارزش اطلاعات در سطور پایانی خبر، کاسته نمی‌شود.

## عناصر خبری در نرم‌خبر
در این ساختار، وزن عنصر خبری «چرا؟» از بیشترین اهمیت برخوردار است، و خبرنگار با رجوع به منابع مختلف، در صدد پاسخگویی به همین «چرا» است.
خبرهای دایره‌ای، به غیر از پاسخگویی به مخاطب، پرسش‌زا هم هستند. این پرسش‌سازی‌ها عمدتاً برای ترغیب مخاطب به تعقیت رویداد صورت می‌گیرد.
نرم‌خبر به خواننده می‌فهماند که خبر به پایان رسیده است، اما رویدادی که عامل نوشتن این خبر بوده، در جهان واقعی ادامه دارد و هنوز به پایان نرسیده است. نرم‌خبرها در اکثر مواقع با پرسش به پایان می‌رسند یا با نقل‌قول و پیش‌بینی، خواننده را در تعلیق نگاه می‌دارند تا وادار به تعقیب خبر شود.